# Marle (Frankrijk)
Marle is een gemeente in het Franse departement Aisne (regio Hauts-de-France). De plaats maakt deel uit van het arrondissement Laon. Marle telde op 1 januari 2022 2.224 inwoners.

## Geografie
De oppervlakte van Marle bedroeg op 1 januari 2022 13,79 vierkante kilometer; de bevolkingsdichtheid was toen 161,3 inwoners per km².
Marle ligt aan de rivieren Serre en Vilpion.
De onderstaande kaart toont de ligging van Marle met de belangrijkste infrastructuur en aangrenzende gemeenten.

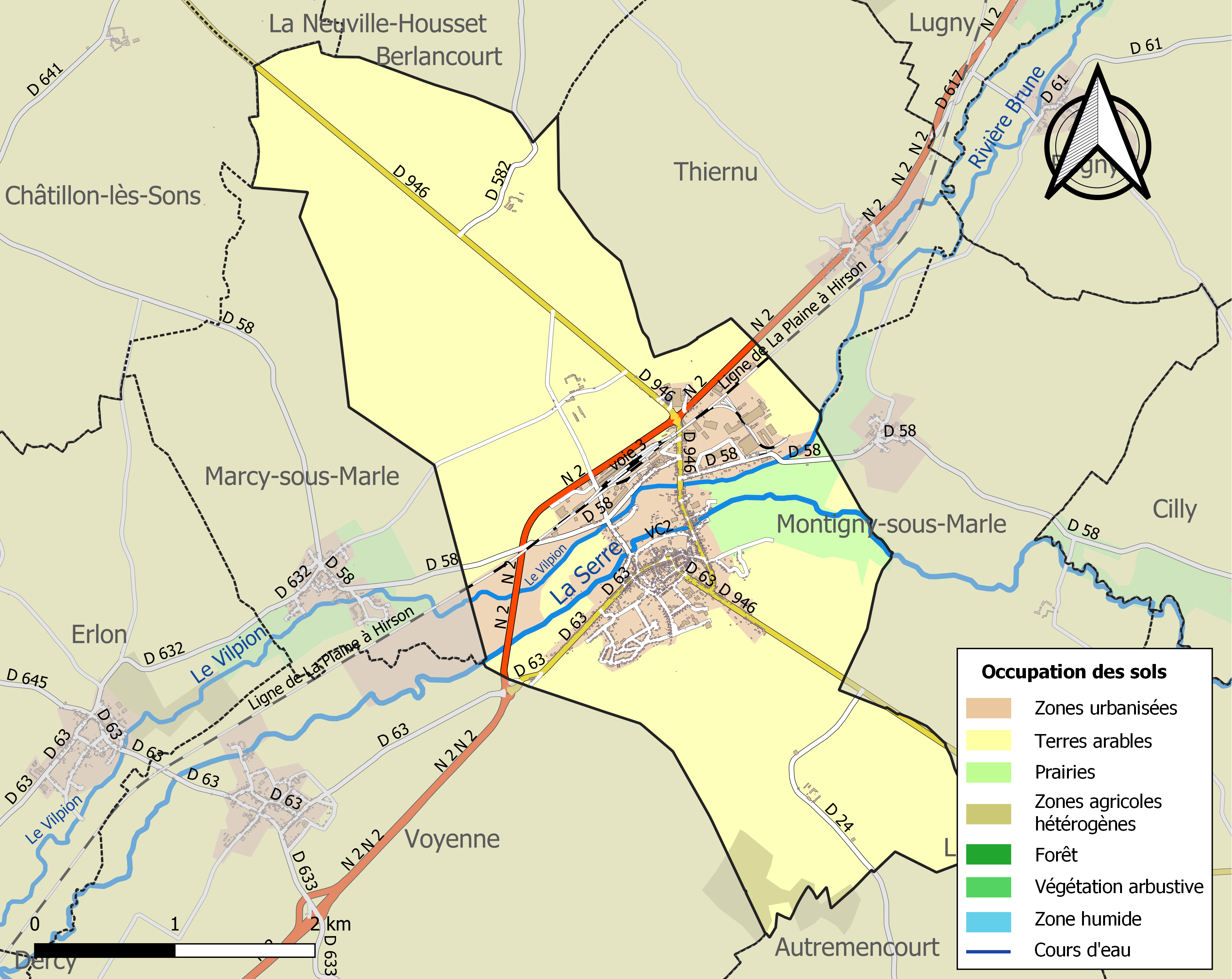

## Verkeer en vervoer
Marle ligt aan de route nationale N2 en heeft een eigen spoorwegstation (Marle-sur-Serre). 

## Demografie
Onderstaande figuur toont het verloop van het inwonertal (bron: INSEE-tellingen).
Vanwege een beveiligingsprobleem met de MediaWiki Graph-software is het momenteel niet mogelijk deze grafiek weer te geven. Zodra de software is bijgewerkt zal de grafiek vanzelf weer zichtbaar worden.

## Bezienswaardigheden
- Église de Notre-Dame de Marle. Een gotische kerk, gebouwd van de twaalfde tot de veertiende eeuw. Sinds 1846 officieel erkend als monument historique.
- Musée des Temps barbares. Een museum met een collectie vondsten uit de vroege middeleeuwen. Naast het museum bevindt zich een reconstructie van een Frankische nederzetting uit de zesde/zevende eeuw.[2]